# BR-Leksaker
BR (danska Fætter BR) är en dansk butikskedja som saluförde leksaker. Kedjan drevs som ett familjeföretag och hade år 2017 ungefär 250 butiker i norra Europa, varav över 60 i Sverige och ett 20-tal i Finland. Top-Toy som ägde kedjans nordiska verksamhet försattes i konkurs den 28 december 2018. Konkursboet köptes upp av Salling Group. 2019 meddelade Salling Group att 25 nya butiker skulle öppnas i Danmark.

## Historik
Kedjan startade med en butik i Roskilde, från början en tidningskiosk inköpt av Edith och Børge Rasmussen 1950. När kiosken 1963 gjordes om till en leksaksaffär namngavs den med Børges initialer. 1981 tillkom en maskot som var tänkt att användas i tv-reklam. 1986 öppnade den första BR-butiken i Sverige.